# Robert Sabatier
Robert Sabatier ( París, 17 de agosto de 1923 - Boulogne, 28 de junio de 2012 ) fue un poeta y escritor francés. Autor de numerosas novelas, ensayos y libros de aforismos y poemas, fue elegido miembro de la Academia Goncourt en 1971, así como de la Académie Mallarmé. Autor de la conocida Histoire de la poésie française: La poésie du XVIIe siècle.

## Trayectoria
Entre sus obras más relevantes se encuentra la serie autobiográfica de novelas "Roman d'Olivier", cuyo protagonista crece en las calles de un barrio pobre de París durante la década de 1930. Un título de la serie, Les Allumettes Suédoises, fue adaptada para la televisión francesa por Jacques Ertaud. Según las reseñas de Kirkus, el libro Les Allumettes Suédoises vendió 200.000 ejemplares. Otras entregas autobiográficas fueron "Olivier 1940" y "Les Trompettes Guerrières". Entre sus últimos títulos destaca Diogène, un libro sobre el filósofo cínico de la antigua Grecia.
Como poeta, Sabatier recibió el premio Guillaume Apollinaire en 1955. 
Se sabe que antes de su muerte, Sabatier estaba escribiendo sus memorias.

## Novelas
- Alain et le nègre (Éditions Albin Michel, 1953)
- Le marchand de sable (1954)
- Le goût de la cendre
- Boulevard
- Canard au sang
- La sainte farce
- La mort du figuier (Prix Richelieu 1963)
- Dessin sur un trottoir
- Le chinois d'Afrique
- Les années secrètes de la vie d'un homme (1984)
- Les enfants de l'été (1978)
- La Souris verte (1990)
- Le Cygne noir (1995)
- Le Lit de la Merveille (1997)
- Le Sourire aux lèvres (2000)
- Le Cordonnier de la rue triste (2009)
- Le roman d'Olivier:
  - Les Allumettes Suédoises, Éditions Albin Michel, Paris (1969)
  - Trois sucettes à la menthe, Éditions Albin Michel, Paris (1972)
  - Les Noisettes sauvages (1974)
  - Les Fillettes chantantes (1980)
  - David et Olivier (1986)
  - Olivier et ses amis (1993)
  - Olivier 1940 (2003)
  - Les Trompettes guerrières (2007)